# Henrique Alemão

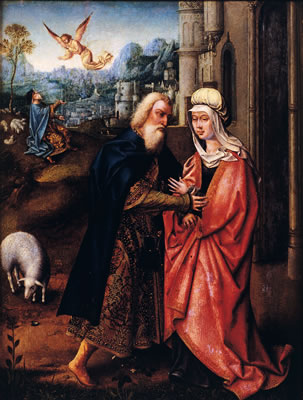
Encontro de S. Joaquim e Santa Ana junto da Porta Dourada, quadro que se encontrava no altar do primitivo oratório construído por Henrique Alemão, e que se supõe representar ele próprio com a mulher, Senhorinha Anes, de acordo com o uso da época.

Henrique Alemão, cavaleiro de Santa Catarina, foi um dos primeiros povoadores da Madeira, estabelecendo-se no sítio da Madalena do Mar, nos terrenos que lhe foram atribuídos em regime de sesmaria por João Gonçalves Zarco, em carta confirmada pelo Infante D. Henrique a 29 de Abril de 1457, e por D. Afonso V a 8 de Maio do mesmo ano.

## Sesmaria da Madalena
A carta de sesmarias obtida do Capitão do Funchal foi apresentada pessoalmente ao Infante D. Henrique por Henrique Alemão, intitulado "cavaleiro de Santa Catarina". A terra localizava-se no lugar da então chamada Ribeira da Madalena, para que ele e mais sete ou oito lavradores a lavrassem, fizessem vinhas, hortas, casas e açucarais, assim como um oratório. As confrontações, segundo a dita carta, eram desde a Ribeira Seca que vem desde o Calhau, atravessando o caminho até ao Outeiro do Penado, e dali até à Ponta das Capelas, que entra dentro do mar.
O lugar é descrito como todo cercado de mar e rocha, confrontando com a terra "d'além da Ribeira, que jaz em cima da serra", entre a Madalena e o Arco, que o mesmo Infante havia dado por essa altura a André, alemão.
Em 1457, na época em que a carta foi atribuída, já a terra estava aproveitada. A atribuição foi feita com a condição de em cinco anos toda a terra estar aproveitada, e de a manter dessa forma em cada ano que passasse após os cinco anos completados. Henrique Alemão havia também construído já o oratório a que se tinha obrigado, que é mencionado na dita carta, pois ressalva-se do aproveitamento "a ponta que é desde o oratório até às capelas", por desejo do Infante que sirva para pastagem de gado e não faça parte da sesmaria.
Henrique Alemão estava apenas obrigado a pagar o dízimo de tudo o que as terras produzissem, salvo paus de teixo, veiros, canas e quaisquer tintas que lá houvesse, assim como as gomas de qualquer espécie, que o Infante reserva para si. Manda também que aí não se façam fornos, nem moinhos, nem engenhos de água, salvo fornalhas e mós de braço para uso particular.
Com efeito, Henrique Alemão fundou na Madalena uma grande fazenda povoada, com capela de invocação de Santa Maria Madalena, que deu o nome ao lugar. Casou com Senhorinha Anes de Sá, filha do Infante D. Henrique, Duque de Viseu. O casal teve dois filhos, Segismundo, que se perdeu no mar a caminho de Lisboa, e Bárbara Henriques, que casou com Afonso Anes do Fraguedo, primeiro escrivão da Câmara do Funchal, deixando geração. 
Morreu esmagado de uma quebrada que caiu do Cabo Girão sobre o barco em que ia do Funchal para a Madalena. Senhorinha Anes casou depois com João Rodrigues da Madalena, sem geração sobrevivente. 
Existe ainda, acima da vila da Ponta do Sol, a Fajã do Alemão, que o povo corruptamente denomina "do Limão".

## Tradição
Henrique Alemão ainda em sua vida assumiu contornos de personagem lendária. Dele se dizia que era príncipe polaco-lituano, e que, perdida em 1444 a batalha de Varna por Ladislau III contra Amurato II, fizera voto de peregrinar à Terra Santa, e lá fora armado cavaleiro de Santa Catarina do Monte Sinai. Uma carta encontrada nos arquivos dos Cavaleiros Teutónicos no século XX, com data de 1472 e escrita por Nicolau Floris desde Lisboa, indica que o rei Ladislau III é residente na Ilha da Madeira, «Vladislaus, rex Poloniae et Ungariae vivit in insulis regni Portugaliae»